# Guiné-Bissau nos Jogos Olímpicos de Verão de 2024
Guiné-Bissau participou dos Jogos Olímpicos de Verão de 2024, realizados em Paris, na França. Foi a oitava aparição consecutiva do país nos Jogos Olímpicos de Verão desde a estreia em Atlanta 1996.
Foi representado por seis atletas que competiram em cinco esportes, mas nenhum conquistou medalhas.

## Competidores
Esta foi a participação por modalidade nesta edição:
| Esporte   | Masculino | Feminino | Total |
| --------- | --------- | -------- | ----- |
| Atletismo | 1         | 0        | 1     |
| Judô      | 1         | 0        | 1     |
| Lutas     | 2         | 0        | 2     |
| Natação   | 1         | 0        | 1     |
| Taekwondo | 1         | 0        | 1     |
| Total     | 6         | 0        | 6     |

## Desempenho

### Atletismo
Masculino
Eventos de pista
| Atleta      | Evento | Preliminar | Preliminar | Baterias    | Baterias    | Semifinal   | Semifinal   | Final       | Final       | Ref.  |
| Atleta      | Evento | Tempo      | Pos.       | Tempo       | Pos.        | Tempo       | Pos.        | Tempo       | Pos.        | Ref.  |
| ----------- | ------ | ---------- | ---------- | ----------- | ----------- | ----------- | ----------- | ----------- | ----------- | ----- |
| Seco Camara | 100 m  | 10.76      | 5          | Não avançou | Não avançou | Não avançou | Não avançou | Não avançou | Não avançou | [ 5 ] |

### Judô
Masculino
| Atleta       | Evento         | Primeira fase        | Oitavas              | Quartas              | Semifinais           | Repescagem           | Final / DB           | Final / DB | Ref.  |
| Atleta       | Evento         | Adversário Resultado | Adversário Resultado | Adversário Resultado | Adversário Resultado | Adversário Resultado | Adversário Resultado | Pos.       | Ref.  |
| ------------ | -------------- | -------------------- | -------------------- | -------------------- | -------------------- | -------------------- | -------------------- | ---------- | ----- |
| Bubacar Mané | Mais de 100 kg | SEN M Ndiaye D 00–10 | Não avançou          | Não avançou          | Não avançou          | Não avançou          | Não avançou          | =17        | [ 6 ] |

### Lutas

#### Livre
Masculino
| Atleta               | Evento    | Oitavas              | Quartas              | Semifinais           | Repescagem           | Final / DB           | Final / DB  | Ref.  |
| Atleta               | Evento    | Adversário Resultado | Adversário Resultado | Adversário Resultado | Adversário Resultado | Adversário Resultado | Pos.        | Ref.  |
| -------------------- | --------- | -------------------- | -------------------- | -------------------- | -------------------- | -------------------- | ----------- | ----- |
| Diamantino Iuna Fafé | Até 57 kg | ALB Z Abakarov D 6–7 | Não avançou          | Não avançou          | Não avançou          | Não avançou          | Não avançou | [ 7 ] |
| Bacar Ndum           | Até 74 kg | IRI Y Emami D 0–10   | Não avançou          | Não avançou          | Não avançou          | Não avançou          | Não avançou | [ 8 ] |

### Natação
Masculino
| Atleta       | Evento     | Eliminatórias | Eliminatórias | Semifinal   | Semifinal   | Final       | Final       | Ref.  |
| Atleta       | Evento     | Tempo         | Pos.          | Tempo       | Pos.        | Tempo       | Pos.        | Ref.  |
| ------------ | ---------- | ------------- | ------------- | ----------- | ----------- | ----------- | ----------- | ----- |
| Pedro Rogery | 50 m livre | 28.34         | 66            | Não avançou | Não avançou | Não avançou | Não avançou | [ 9 ] |

### Taekwondo
Masculino
| Atleta       | Evento        | Preliminar           | Oitavas              | Quartas              | Semifinais           | Repescagem           | Final / DB           | Final / DB  | Ref.   |
| Atleta       | Evento        | Adversário Resultado | Adversário Resultado | Adversário Resultado | Adversário Resultado | Adversário Resultado | Adversário Resultado | Pos.        | Ref.   |
| ------------ | ------------- | -------------------- | -------------------- | -------------------- | -------------------- | -------------------- | -------------------- | ----------- | ------ |
| Paivou Gomis | Mais de 80 kg | Bye                  | MEX C Sansores D 0–2 | Não avançou          | Não avançou          | Não avançou          | Não avançou          | Não avançou | [ 10 ] |